# Autalia rivularis
Autalia rivularis – gatunek chrząszcza z rodziny kusakowatych i podrodziny rydzenic. Zamieszkuje palearktyczną Eurazję od Wysp Brytyjskich po północną Japonię.

## Taksonomia
Gatunek ten opisany został po raz pierwszy w 1802 roku przez Johanna L.Ch.C. Gravenhorsta pod nazwą Aleochara rivularis.

## Morfologia
Chrząszcz o wydłużonym ciele długości od 1,7 do 2,1 mm, w zarysie z silnym przewężeniem między głową a przedpleczem. Ubarwienie ma czarne z jaśniejszymi odnóżami. Przedplecze jest nieco szersze od głowy, nadzwyczaj drobno punktowane, zaopatrzone w parę ukośnych bruzd po bokach oraz długą bruzdę pośrodkową, dochodzącą aż do przynasadowej bruzdy poprzecznej. Pokrywy są znacznie szersze od przedplecza i zaopatrzone w parę głębokich, podłużnych wcisków.

## Ekologia i występowanie
Owad rozmieszczony od nizin po tereny górskie. Bytuje pod odchodami, padliną, w gnijących owocnikach grzybów, mocno rozłożonych szczątkach roślinnych i pryzmach kompostowych.
Gatunek palearktyczny. W Europie znany jest z Irlandii, Wielkiej Brytanii, Francji, Belgii,  Holandii, Niemiec, Szwajcarii, Austrii, Włoch, Danii, Szwecji, Norwegii, Finlandii, Estonii, Łotwy, Litwy, Polski, Czech, Słowacji, Węgier, Ukrainy, Rumunii, Bułgarii, Chorwacji, Bośni i Hercegowiny, Albanii, Grecji i europejskiej części Rosji. W Azji podawany jest z Gruzji, Turcji, Kazachstanu, dalekowschodniej części Rosji, chińskich Gansu i Syczuanu, Korei oraz japońskiego Hokkaido.